# Apostolisches Exarchat Istanbul
Die Apostolisches Exarchat Istanbul (lat.: Apostolicus Exarchatus Constantinopolitanus) ist ein in der Türkei gelegenes mit Rom uniertes Apostolisches Exarchat des Byzantinischen Ritus mit Sitz im Stadtteil Beyoğlu von Istanbul.
Es umfasst heute nur mehr etwa 14 Christen.

## Geschichte
Am 11. Juni 1911 errichtete Papst Pius X. ein eigenständiges Exarchat für die griechischen Katholiken des byzantinischen Ritus im europäischen Teil des Osmanischen Reichs mit Sitz in Konstantinopel. 1922 übersiedelte der damalige Exarch infolge des Griechisch-Türkischen Krieges nach Athen. Nach dem Krieg kam es 1923/24 zu einem Bevölkerungsaustausch zwischen Griechenland und der Türkei. 1932 wurde in Athen ein eigenes Exarchat für Griechenland aus dem Gebiet des Apostolischen Exarchats des europäischen Teils des Osmanischen Reichs gegründet. Der Rest der Gebiete wurde zum Apostolischen Exarchat von Istanbul umbenannt. Da nach dem Pogrom von Istanbul eine massive Auswanderung der bis dahin zahlenmäßig starker griechischen Bevölkerung einsetzte, sank die Anzahl der Christen in kürzester Zeit dramatisch, so dass der Stuhl seit 1957 nicht mehr besetzt ist und seit 1976 auch kein Administrator bestellt wird. Die Leitung der byzantinischen Diözese als Apostolischer Administrator übt seit 1999 der Apostolische Vikar von Istanbul der lateinischen Kirche aus.

## Apostolische Exarchen von Istanbul
- Isaias Papadopoulos (1911–)
- George Calavassy (1920–1932, dann Apostolischer Exarch von Griechenland)
- Dionisio Leonida Varouhas (1932–1957)
  - Domenico Caloyera OP (1955–1957) (Apostolischer Administrator sede plena)
  - Domenico Caloyera OP (1957–1976) (Apostolischer Administrator)
  - Louis Pelâtre AA (1999–2016) (Apostolischer Administrator)
  - Rubén Tierrablanca González OFM (2016–2020) (Apostolischer Administrator)
  - Massimiliano Palinuro (seit 2021) (Apostolischer Administrator)

## Statistik
| Jahr | Bevölkerung | Bevölkerung | Bevölkerung | Priester     | Priester         | Priester       | Priester               | Ständige Diakone | Ordensleute  | Ordensleute      | Pfarreien |
| Jahr | Katholiken  | Einwohner   | %           | Gesamtanzahl | Diözesanpriester | Ordenspriester | Katholiken je Priester | Ständige Diakone | Ordensbrüder | Ordensschwestern | Pfarreien |
| ---- | ----------- | ----------- | ----------- | ------------ | ---------------- | -------------- | ---------------------- | ---------------- | ------------ | ---------------- | --------- |
| 1950 | 1.000       |             |             | 3            | 3                |                | 333                    |                  |              | 1                | 1         |
| 1969 | 134         |             |             | 1            | 1                |                | 134                    |                  |              | 1                | 1         |
| 1980 | 70          |             |             | 1            | 1                |                | 70                     |                  |              |                  | 1         |
| 1990 | 50          |             |             |              |                  |                |                        |                  |              |                  | 1         |
| 1999 | 40          |             |             |              |                  |                |                        |                  |              |                  | 1         |
| 2000 | 45          |             |             |              |                  |                |                        |                  |              |                  | 1         |
| 2001 | 45          |             |             |              |                  |                |                        |                  |              |                  | 1         |
| 2004 | 40          |             |             |              |                  |                |                        |                  |              |                  | 1         |
| 2009 | 25          |             |             |              |                  |                |                        |                  |              |                  | 1         |
| 2013 | 20          |             |             |              |                  |                |                        |                  |              |                  | 1         |
| 2016 | 16          |             |             |              |                  |                |                        |                  |              |                  | 1         |
| 2019 | 14          |             |             |              |                  |                |                        |                  |              |                  | 1         |